# Emersons Green
Emersons Green är en civil parish i South Gloucestershire i Storbritannien.   Den ligger i grevskapet Gloucestershire och riksdelen England, i den södra delen av landet, 160 km väster om huvudstaden London. Orten har 12 439 invånare (2011). Skapad 1 april 1927 (som Mangotsfield Rural).